# ジェームズ・フィニー・バクスター

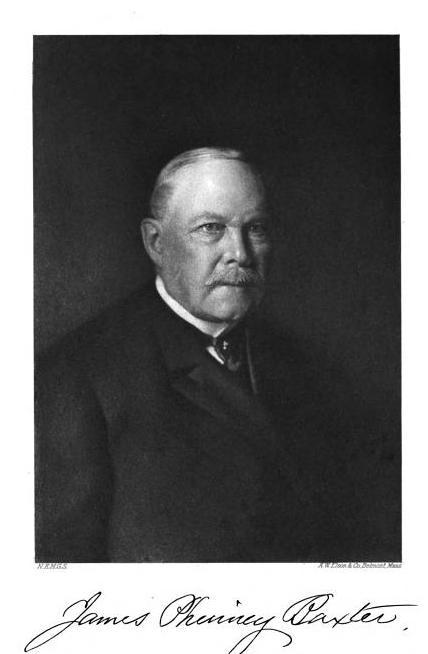
ジェームズ・フィニー・バクスター

ジェームズ・フィニー・バクスター（James Phinney Baxter、1831年3月23日 - 1921年5月8日）は、アメリカ合衆国メイン州ポートランドの実業家、歴史家、政治家。
肖像画、彫刻、個人的な手紙、100冊以上の革表紙の地図などの個人的蔵書は、ポートランド公立図書館で閲覧が可能である。

## 略歴
1831年、エリフ・バクスター博士とサラ・コーン の息子として、ゴーラムのバクスター邸で生まれた。1840年にポートランドに引っ越し、1844年にマスタージャクソンズ校、1848年にリン・アカデミーを卒業した。ボストンのルーファス・チョート法律事務所に務めたが、病気により、ポートランドへ 戻り、ウィリアム・ G・デイビスのdrt goos店に務めた。缶詰製造(Portland Packing Company)を開拓し、後に州の重要産業となった。
6年間、ポートランド市長を務め、バクスター大通り移動、バックコーブ周辺を一周する並木道建設を行った。また、ニューイングランド史の権威として認識され、メイン州歴史協会会長を30年、ボウディン大学監督官、その他ニューイングランド史に関する組織に関わった。最大の文学的、歴史的な成果の一つはThe Documentary History of Maine24冊の編集である。
事業の成功で得た富の多くを慈善事業に使用した。特に教育支援に情熱を傾け、公共図書館(バクスター記念図書館)を出生地ゴーハムに、生まれ育ったポートランドに蔵書を寄贈した。
数年間、クリストファー・レヴェットによる1623–1624年のポートランド植民に関する詳細調査に専念した。その頃、既に彼の事績は忘れ去られており、後にロンドンで1628年に出版されたレベットの著書を引用した本を書き上げた。

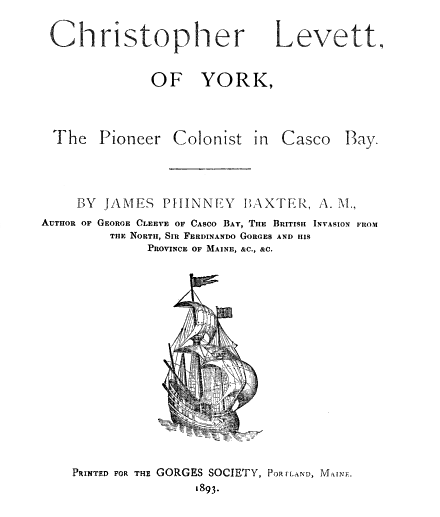
標題紙、Christopher Levett, of York: The Pioneer Colonist in Casco Bay、1893年The Gorges Society

1915年、アメリカ芸術科学アカデミーフェローとなった。
メイン州Society of Colonial Wars会員であった。
1921年に死亡し、スウェーデンボルグ教会信徒にもかかわらず、会衆派教会牧師が葬式で司会を務めた。

## 著作
New International Encyclopedia
- The Trelawney Papers (1884)
- George Cleeve and His Times (1885)
- The British Invasion from the North (1887)
- Sir Ferdinando Georges and his Province of Maine (1890)
- Christopher Levett, of York: The Pioneer Colonist in Casco Bay (1893)
- The Pioneers of New France in New England (1894)
- The Voyages of Jacque Cartier (1906)
- "The Greatest of Literary Problems: The Authorship of the Shakespeare Works (1917)

## 子孫
- パーシバル・プロクター・バクスター - メイン州知事。
- ジェームズ・フィニー・バクスターIII - ウィリアムズ大学学長。